# Sânmihaiu de Câmpie
Sânmihaiu de Câmpie é uma comuna romena localizada no distrito de Bistrița-Năsăud, na região histórica da Transilvânia. A comuna possui uma área de 64.23 km² e sua população era de 1563 habitantes segundo o censo de 2007.